# Războaiele Imperiului Bizantin
Aceasta este o listă de războaie sau conflicte externe care au avut loc de-a lungul istoriei Imperiului Roman de Răsărit sau a Imperiului Bizantin (330-1453). Pentru dispute interne, vedeți Lista revoltelor și a războaielor civile din Imperiul Bizantin. Pentru o listă de bătălii ale Imperiului Bizantin vedeți Bătăliile Imperiului Bizantin. Pentru Imperiul Roman vedeți Listă de războaie purtate de armata romană.

## Secolul al V-lea
- 421-422: Războiul Romano-Sasanid cu Imperiul Sasanid în timpul împăratului Teodosiu al II-lea (421-422)

## Secolul al VI-lea

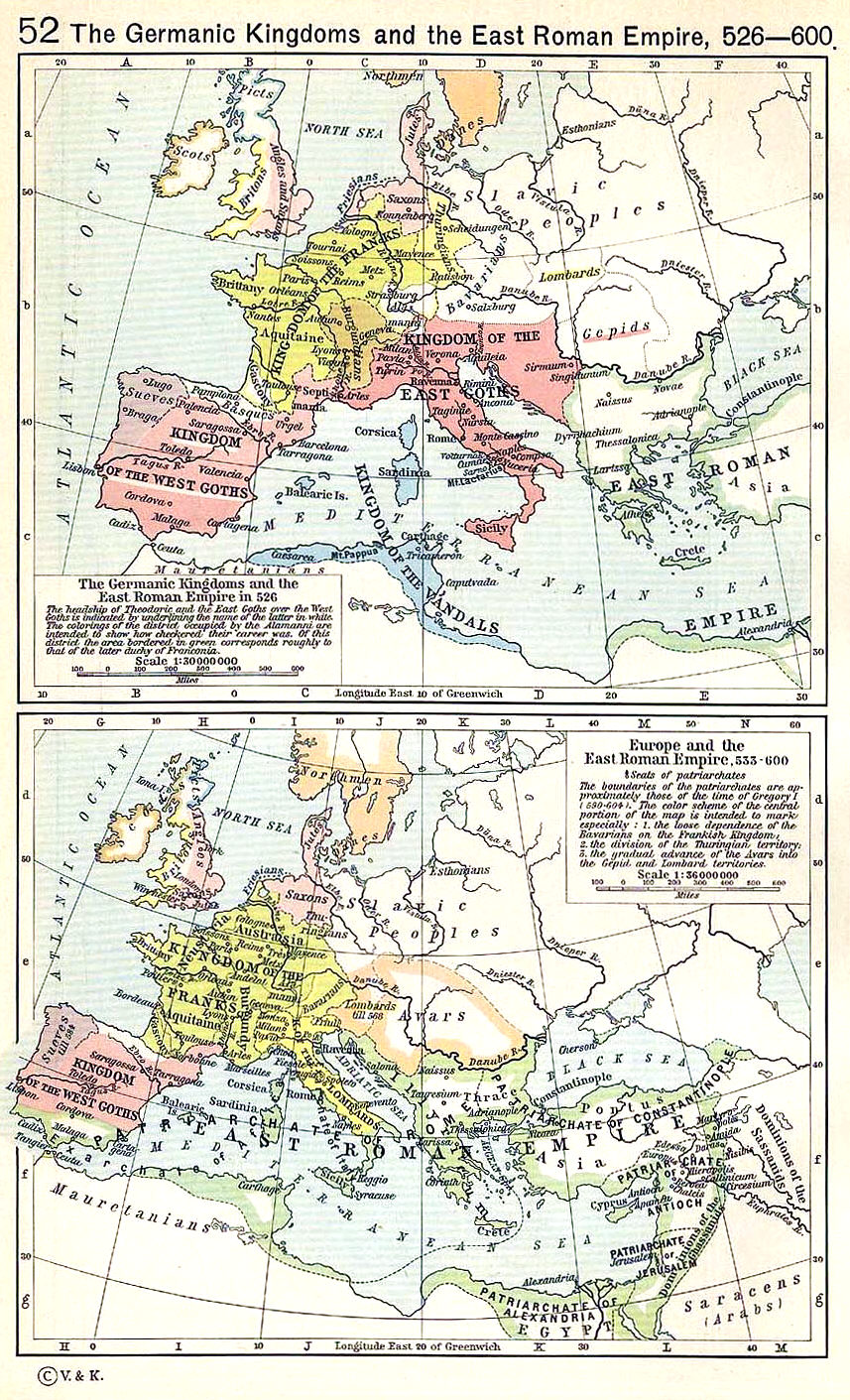
Europa în 526-600

- 502-568: Războiul Anastasian cu Imperiul Sasanid  (parte din Războaiele Bizantino-Sasanide),  în timpul domniei lui Anastasiu I (491-518)
- 526-532: Războiul Iberic cu Imperiul Sasanid (parte din Războaiele Bizantino-Sasanide), în timpul domniei lui Iustinian I (527-565).
- 533-534: Războiul Bizantino-Vandal în Africa de Nord, în timpul domniei lui Iustinian I (527-565).
- 534–548: Războiul contra regatului berber din Africa de Nord, în timpul domniei lui Iustinian I (527-565).
- 535-554: Războiul Gotic împotriva ostrogoților în Dalmația și Italia, în timpul domniei lui Iustinian I (527-565).
- 541-562: Războiul Lazic sau Războiul Colchid în Lazica, Colchida cu Imperiul Sasanid, în timpul domniei lui Iustinian I (527-565).
- 552-555: Intervenția bizantină în Războiul Civil Vizigot din Spania, formarea provinciei Spania, în timpul domniei lui Iustinian I (527-565).
- anii 560-578: Războiul contra regelui berber Garmul al Regatului Mauro-Roman (Regnum Maurorum et Romanorum), în timpul domniei lui Iustinian I (527-565) și Iustin al II-lea (565-578).
- 572–591: Război contra Persiei în Caucaz, în timpul domniei lui Tiberiu al II-lea Constantin (578-582) și Mauriciu (582-602)
- 568-751: Bătăliile Invaziei Lombarde a Italiei (între franci, bizantini și longobarzi)
- 582-602: Campania din Balcani a lui Mauriciu împotriva avarilor și slavilor.

## Secolul al VII-lea
- Războaiele Bizantino-Bulgare
- Războaiele Bizantino-Arabe

## Secolul al VIII-lea
- Războaiele Bizantino-Bulgare
- Războaiele Bizantino-Arabe

## Secolul al IX-lea
- Războaiele Bizantino-Bulgare
- Războaiele Bizantino-Arabe

## Secolul al X-lea
- Războaiele Bizantino-Bulgare
- Războaiele Bizantino-Arabe

## Secolul al XI-lea
- Războaiele Bizantino-Bulgare
  - Cucerirea bizantină a Bulgariei
- Războaiele Bizantino-Arabe (780–1180)

## Secolul al XII-lea
- Războaiele Bizantino-Bulgare
- Războaiele Bizantino-Arabe (780–1180)

## Secolul al XIII-lea
- 1203–1204: Cruciada a patra
- Războaiele Bizantino-Bulgare
- Războaiele Bizantino-Otomane
- Războiul Bizantino–Maghiar (1127–1129)

## Secolul al XIV-lea
- Războaiele Bizantino-Bulgare
- Războaiele Bizantino-Otomane
- 1352–1357: Războiul Civil Bizantin din 1352–1357.
- 1373–1379: Războiul Civil Bizantin din 1373–1379.

## Secolul al XV-lea
- Războaiele Bizantino-Otomane
  - 1453 Căderea Constantinopolului

Format:Războaiele Imperiului Bizantin